# Acoetes magnifica
Acoetes magnifica är en ringmaskart som beskrevs av Treadwell 1929. Acoetes magnifica ingår i släktet Acoetes och familjen Acoetidae. Inga underarter finns listade i Catalogue of Life.